# Акжол (Аксуська міська адміністрація)
Акжо́л (каз. Ақжол) — село у складі Аксуської міської адміністрації Павлодарської області Казахстану. Входить до складу Калкаманського сільського округу.
Населення — 586 осіб (2021; 736 у 2009, 853 у 1999, 946 у 1989).
Національний склад станом на 1989 рік:
- казахи — 28 %
- росіяни — 28 %

До 2006 року село називалось Куйбишево.